# Tom Ketchum
Tom Ketchum (San Saba, 31 ottobre 1863 – Clayton, 26 aprile 1901) è stato un criminale statunitense.
È stato un fuorilegge statunitense attivo nel Vecchio West durante la fine del XIX secolo. È noto per essere stato uno dei più famigerati rapinatori di treni dell'epoca, nonché l'unica persona impiccata nel territorio del Nuovo Messico per il reato di tentata rapina a un treno, in un'esecuzione che attirò l'attenzione nazionale per la sua drammaticità.

## Biografia
Ketchum nacque a San Saba, in Texas, in una famiglia di contadini. Abbandonò presto la vita rurale per dedicarsi a lavori saltuari e, successivamente, al crimine. Intorno al 1890 si unì a una banda di fuorilegge che operava tra Texas, Nuovo Messico e Arizona.
Thomas Ketchum si unì ad altri fuorilegge della banda di Hole-in-the-Wall e continuò la sua carriera criminale, specializzandosi nelle rapine ai treni. Quando non erano impegnati in attività criminali, lavoravano saltuariamente presso diversi ranch nel Texas e nel Nuovo Messico. La zona di Hole-in-the-Wall era un noto rifugio per numerose bande di fuorilegge che agivano indipendentemente l'una dall'altra. Tra queste vi era anche la celebre Wild Bunch, guidata da Butch Cassidy e Elzy Lay.
Un membro della Wild Bunch, Kid Curry, e suo fratello Lonny Curry, avevano in passato cavalcato con la banda di Black Jack Ketchum. I rapporti tra Curry e Ketchum erano tutt'altro che amichevoli, e quest'ultimo evitava il più possibile ogni contatto con lui. Nei successivi otto anni, Kid Curry avrebbe ucciso nove agenti di polizia.
Durante questo periodo, Tom Ketchum venne erroneamente identificato come "Black Jack" Christian, un altro fuorilegge, e da allora quel soprannome gli rimase appiccicato. Tre delle rapine ferroviarie compiute dalla sua banda si verificarono tutte nella stessa area, tra Folsom e Des Moines nel Territorio del Nuovo Messico, dove la vecchia strada carovaniera di Fort Union incrociava la linea ferroviaria della Colorado and Southern Railroad, nei pressi di Twin Mountain.
Il 3 settembre 1897, la banda effettuò la prima rapina a Twin Mountain. Successivamente, l'11 luglio 1899, la banda — questa volta senza Black Jack — assaltò nuovamente il treno nella stessa località. Dopo la rapina, Sam Ketchum, insieme a membri non identificati della banda e a due membri della Wild Bunch, Will Carver e William Ellsworth "Elzy" Lay, si diressero verso le montagne a sud-ovest di Raton, sempre nel Nuovo Messico.
Il giorno seguente, una posse composta dallo sceriffo Ed Farr della contea di Huerfano (Colorado), dall'agente speciale W.H. Reno della Colorado & Southern Railroad, e da cinque vice sceriffi, trovò le loro tracce e li inseguì fino al Turkey Creek Canyon, nei pressi di Cimarron (Nuovo Messico). Lì ingaggiarono uno scontro a fuoco con i fuorilegge: Sam Ketchum e due vice sceriffi rimasero gravemente feriti, ma la banda riuscì a fuggire.
Le ferite di Sam Ketchum rallentarono la fuga della banda, che riuscì a percorrere solo una breve distanza dal luogo dello scontro. Alcuni giorni dopo, altri membri della posse rintracciarono la banda nella stessa zona del Territorio. Ne seguì un secondo conflitto a fuoco, durante il quale morirono il vice sceriffo W.H. Love e lo sceriffo Ed Farr. Altri due fuorilegge non identificati furono feriti, mentre Sam Ketchum riuscì a scappare, ma fu arrestato pochi giorni dopo da W.H. Reno nella casa di un allevatore.
Sam Ketchum fu condotto nel carcere territoriale di Santa Fe, dove morì per le ferite riportate nello scontro a fuoco. Fu sepolto nel cimitero Odd Fellows Rest, oggi noto come Fairview Cemetery, sulla Cerrillos Road, a Santa Fe.
Il soprannome "Black Jack" gli venne attribuito probabilmente per la sua figura imponente e per il comportamento spietato durante le rapine. Tuttavia, alcune fonti sostengono che il nomignolo appartenesse originariamente a un altro membro della banda, e che Tom ne abbia ereditato l’identità dopo la morte di quest’ultimo.
Nel 1899 Ketchum tentò di rapinare da solo un treno della compagnia Union Pacific Railroad nei pressi di Folsom, Nuovo Messico. Durante l’azione fu colpito gravemente dai colpi d’arma da fuoco dei membri dell’equipaggio del treno e successivamente catturato. Venne curato, processato e condannato a morte.

## Esecuzione

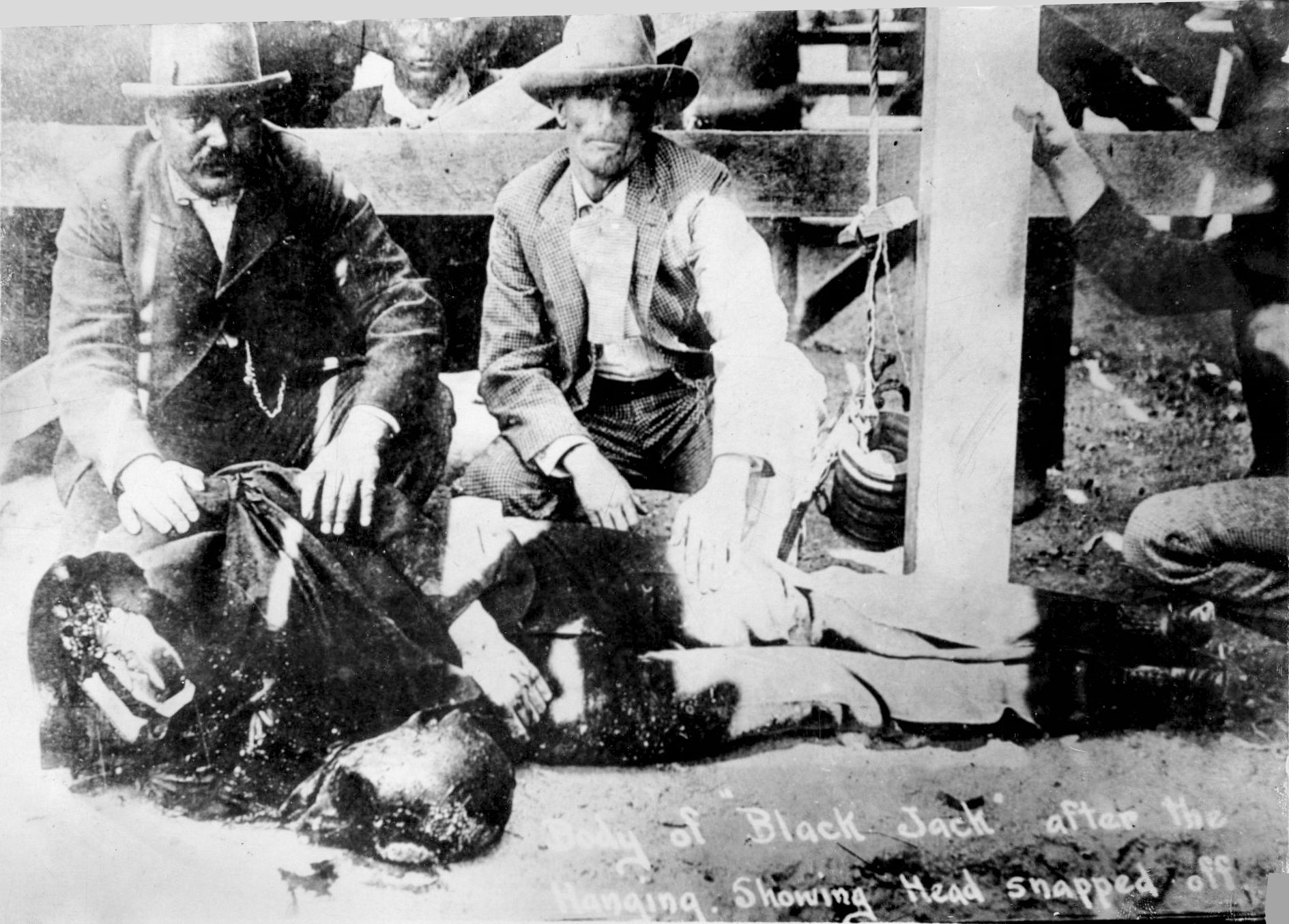
Foto in tonalità seppia tratta da una cartolina d’epoca che mostra il corpo decapitato di Tom Ketchum. La didascalia recita: "Corpo di Black Jack dopo l’impiccagione, con la testa staccata.

L'impiccagione di Ketchum, avvenuta il 26 aprile 1901 a Clayton, fu tristemente celebre per la sua tragicità: la corda utilizzata era troppo lunga e, al momento del rilascio della botola, il peso del corpo di Ketchum gli strappò letteralmente la testa, causando orrore tra gli astanti.

## Eredità
Tom Ketchum è divenuto nel tempo una figura leggendaria del folklore del Far West, rappresentato in numerosi libri, documentari e opere cinematografiche. La sua vita è spesso citata come esempio della violenza e del senso di giustizia sommaria che caratterizzavano l’epoca della frontiera americana.